# Death Race 2000
Death Race 2000 is een Amerikaanse actiefilm van regisseur van Paul Bartel uit 1975 met in de hoofdrol David Carradine.
De film is een parodie op het geweld in de sport en speelt zich af in een alternatieve toekomst in het jaar 2000 als verschillende racers deelnemen aan de transcontinentale road race waarbij voetgangers expres worden doodgereden vanwege de extra punten. De film is inmiddels een cultklassieker. Bij het uitkomen waren de meningen echter verdeeld. Roger Ebert gaf de film nul sterren en vond de film overdreven gewelddadig. De film is gebaseerd op het korte verhaal The Racer van Ib Melchior.

## Verhaal
In een alternatieve toekomst bestaan de Verenigde Staten in het jaar 2000 niet meer. Na een financiële crisis heeft er een militaire coup plaatsgevonden. De politieke partijen zijn verboden en vervangen door de Bipartisan Party. Deze partij beheerst niet alleen de politiek, maar ook de religie via de Unified Church. De nieuwe staat heet The United Provinces en is een militaire dictatuur met fascistische trekken onder leiding van een figuur die men kent als "Mr. President". Om het volk rustig te houden wordt allerlei volksvermaak bedacht. Een van de initiatieven is de Transcontinental Road Race. Dit is een races voor auto's die drie dagen duurt en waarbij gebruik wordt gemaakt van de reguliere wegen in de United Provinces. Speciale punten kunnen worden verdiend door het doodrijden van argeloze voetgangers. Het publiek zit voor de televisie en zal niet zo dom zijn om de komende drie dagen op straat te lopen.
De deelnemers aan de race hebben niet alleen bizar ogende auto's, ze zien er zelf ook bizar uit. Zo rijdt Machine Gun Joe Viterbo in een zwarte Cadillac met een gigantisch mes op de voorkant met daarnaast twee machinegeweren. Viterbo zelf is gekleed als een gangster uit de jaren dertig van de 20e eeuw. Matilda de Hun, uitgerust als een nazi-officier, rijdt in een VW Karmann-Ghia, bijgenaamd Buzz bomb, die eruitziet als een V1-bom uit de Tweede Wereldoorlog terwijl haar concurrente Calamity Jane rijdt, gekleed in cowgirlkleding, in een auto met gigantische stierenhoorns aan de voorkant. Nero the Hero, uitgerust als de Romeinse keizer Nero, rijdt in een Fiat 850 Spider die is vermomd als een gigantische leeuw. Maar niemand kan tippen aan de kampioen: Frankenstein. Frankensteins auto ziet eruit als een monster. Hijzelf is gekleed in zwart leer met een SM-masker dat zijn gehele gezicht bedekt. Volgens de verhalen is Frankenstein meer machine dan mens. Vrijwel al zijn ledematen zouden zijn vervangen door machineonderdelen na diverse crashes. Zijn gezicht kent zoveel littekens dat hij eruitziet als het legendarische monster van Frankenstein. Elke racer heeft een bijrijder of navigator die ook alert moet zijn op mogelijke voetgangers.
De twintigste editie van de race is een heel speciale; de winnaar mag namelijk de hand van de president drukken. Iedereen is dus nog meer gebrand op winnen. Wat niemand weet, is dat een verzetsgroep de race wil saboteren. De groep heeft een van de verzetslieden, de blonde Annie, laten infiltreren. Annie is de nieuwe bijrijdster van Frankenstein en heeft als taak om hem te vermoorden. De verzetsgroep wil vervolgens een dubbelganger Frankensteins plaats laten innemen, die dan Mr. President moet vermoorden. Dat plan verloopt echter anders dan gedacht. Annie wordt namelijk verliefd op Frankenstein. De laatste blijkt helemaal geen monster, maar een gewone man. Hij heeft geen littekens of vervangen ledematen. Hij vertelt Annie dat er meerdere Frankensteins zijn geweest en als er één sterft, wordt hij gewoon vervangen. Het blijkt ook dat Frankenstein zelf een einde wil maken aan de dictatuur. Zijn hand is vervangen door een replica met een ingebouwde handgranaat. Als hij wint, wil Frankenstein de hand van Mr. President schudden en hem vervolgens opblazen.
Tijdens de race wordt de ene na de andere deelnemer uitgeschakeld. Calamity Jane wordt opgeblazen door het verzet. Matilda de Hun loopt in een hinderlaag en rijdt door een neptunnel de afgrond in en Machine Gun Joe wordt door Frankenstein uitgeschakeld. Bij de confrontatie met de Joe Vertibo is Frankenstein wel zijn granaathand kwijtgeraakt en zwaargewond geraakt. Annie neemt zijn plaats in en haast zich naar het podium om Mr. President een hand te geven en hem te vermoorden. Ze wordt echter neergeschoten door het verzet dat denkt dat Frankenstein op het podium staat. De echte Frankenstein rijdt vervolgens het podium aan flarden en doodt Mr. President. Frankenstein wordt de nieuwe president. Hij kondigt verkiezingen aan en verbiedt de Transcontinental Road Race. Als een teleurgestelde verslaggever hem hierover aanspreekt, rijdt Frankenstein over hem heen.

## Rolverdeling
| Acteur             | Personage                 |
| ------------------ | ------------------------- |
| David Carradine    | Frankenstein              |
| Simone Griffeth    | Annie                     |
| Sylvester Stallone | "Machine-Gun" Joe Viterbo |
| Mary Woronov       | "Calamity" Jane Kelly     |
| Roberta Collins    | Matilda the Hun           |
| Martin Kove        | Nero the Hero             |
| Don Steele         | Junior Bruce              |

## Achtergrond
Death Race 2000 is een parodie op de Amerikaanse sportevenementen die meer en meer zijn gaan lijken op de gladiatorengevechten uit de Romeinse tijd. Het idee dat sommige mensen alleen maar naar een formule 1-race kijken om doden te zien vallen, vormt de achtergrond van de film. Daarnaast parodieert de film de dystopische SF-films als Fahrenheit 451, Metropolis en Soylent Green. Het verzet in de film lijkt zo weggelopen uit een B-film over de Tweede Wereldoorlog met aan het hoofd een omaatje dat zichzelf kenbaar maakt als Thomasina Paine (een achter-achter-achterkleindochter van Thomas Paine, een Amerikaanse revolutionair uit de Amerikaanse Onafhankelijkheidsoorlog. De film kwam overigens in hetzelfde jaar uit als Rollerball, een SF-film met bijna hetzelfde thema. In Rollerball draait ook alles om een gewelddadige sport waarbij doden vallen. Alleen is Rollerball geen parodie. Producent Corman deed er alles aan om Death Race 2000 met een knipoog te brengen. De acteurs acteren over de top, de auto's zijn te grotesk voor woorden en de manier waarop de race wordt gebracht is lachwekkend. Twee verslaggevers volgen de verrichtingen van de race en bezoeken een treurende weduwe die net haar man heeft verloren aan de race ("A dear dear friend of mine" (een lieve lieve vriendin van mij, zegt de verslaggeefster vol zogenaamd medeleven). De man van de weduwe werd geschept door Joe Vertibo en is een postume held als eerste slachtoffer van de race. De kijker weet dat Corman het met een korreltje zout neemt als Frankenstein zijn eerste slachtoffer kan maken. Het is een kind dat door Frankenstein niet omver wordt gereden, hoewel het wel veel punten kan opleveren. De verslaggever verklaart dit gelijk door te zeggen dat Frankenstein vermoedelijk een betere prooi zoekt. Frankenstein maakt overigens zijn 'zwakheid' goed door een aantal verpleegsters omver te rijden die in het kader van een euthanasieprogramma lachend een aantal oude mensen in rolstoelen op de weg plaatsen. De film krijgt hiermee iets van een 'sick joke', het publiek lacht om zoiets wreeds als het bewust doden van mensen, ook al zijn die mensen zelf schuldig aan moord. Dat Corman het totaal niet serieus bedoeld heeft blijkt wel uit de eindscène waar Frankenstein als de nieuwe president een lastige verslaggever omverrijdt. Oude gewoontes zijn moeilijk uit te roeien en alles lijkt bij het oude te blijven.

## Productie
In 1970 had Roger Corman New World Pictures opgericht. Een onafhankelijke studio/distrubutiemaatschappij die films produceerde. Death Race 2000 was een van de projecten van de studio. Corman baseerde zich voor de film op een kort verhaal van Ib Melchior. Het verhaal werd echter behoorlijk aangepast. In het oorspronkelijke verhaal komt bijvoorbeeld Frankenstein en Mr. President helemaal niet voor. De eerste versie die Corman schreef was overigens wel in dezelfde sfeer als het oorspronkelijke verhaal. Corman was echter niet tevreden met de donkere toonzetting en vroeg Robert Thom om het verhaal te herschrijven als een komedie. Nadat het scenario was voltooid, begonnen de audities. Corman stuurde het scenario naar Peter Fonda die hij in gedachten had als Frankenstein. Fonda vond het verhaal echter zo belachelijk dat hij zelfs geen antwoord gaf. De volgende op het lijstje was David Carradine. Carradine was indertijd wereldberoemd als Caine, de hoofdrolspeler uit de tv-serie Kung Fu. Carradine had de opnames van de tv-serie beëindigd en was op zoek naar een filmrol. Hij was daarbij op zoek naar een film die gelijk een einde zou maken aan zijn brave imago als de 'kleine Chinees' uit Kung Fu. Twee weken na de serie begon hij aan de opnames. De film legde hem geen windeieren en lanceerde zijn carrière als filmacteur. Carradine zorgde overigens nog  voor problemen toen hij weigerde om leer te dragen. De kostuumontwerpster moest toen snel voor een alternatieve stof zorgen die leek op leer. De acteurs in de bijrollen waren vrijwel onbekend. Ook Sylvester Stallone was in die tijd nog niet doorgebroken en had alleen wat kleine rollen gespeeld (onder andere in Lords of the Flatbush). Stallone was ontevreden over de tekst die hij kreeg en schreef een deel van zijn tekst zelf.
Voor de opnames maakte de producer Corman veel gebruik van bestaande locaties. Zo zijn de scènes die zijn gebruikt in de openingssequens en alle scènes die spelen op de racebaan opgenomen op de Ontario Motor Speedway in de buurt van Los Angeles. De openingsscène werd zelfs opgenomen tussen twee races op de Ontario Motor Speedway door. Corman, die wel de kampioen van de B-film wordt genoemd, was sowieso altijd bezig om zo min mogelijk van het filmbudget te verspillen. Hij was dan ook des duivels toen regisseur Paul Bartel zonder zijn toestemming geld van het budget gebruikte om de filmtitels te laten maken door Jane Ruhm. Aangezien een transcontinentale race het onderwerp van de film is, dus een race dwars door Amerika en sommige scènes in gebieden spelen zonder bergen, liet de zuinige Corman vrijwel alle opnames in hetzelfde gebied opnemen. Dus zijn zelfs in de scènes die in New Jersey en Missouri spelen, bergen te zien. Ook liet hij scènes die spelen in Manhattan bij de Lincolntunnel opnemen in de binnenstad van Los Angeles.
De auto's die in de film zijn gebruikt zijn meestal gewone modellen zoals Chevrolet, Cadillac, Fiat en Volkswagen die werden aangepast. Na de filmopnames werden de auto's verkocht aan automusea en brachten meer op dan ze gekost hadden. Behalve de al eerder genoemde wagens zijn er nog andere wagens in de film te zien. De witte auto die het verzet gebruikt is een Ford Mustang 1966, de auto van Frankenstein is een aangepaste Chevrolet Corvette. De huwelijksauto die op het eind van de film is te zien is gebaseerd op een Volkswagen Kever-chassis. Volkswagen leverde overigens meer wagens voor de film (bijvoorbeeld het chassis voor de Buzz Bomb van Matilda de Hun). De verbouwingen die de auto's moesten ondergaan deed het motorwerk geen goed. Regelmatig vielen de motoren uit en moesten de auto's van een heuvel worden geduwd om zo de illusie te bewaren dat ze echt reden. Als de motoren het overigens wel een keer deden reden ze zo langzaam dat de camera's onstabiel werden gemaakt om zo de illusie te creëren dat de auto sneller reden. Er waren ook problemen met de racers. Mary Woronov die Calamity Jane speelde, had geen rijbewijs en kon geen auto besturen, ze werd voor de racescènes vervangen door een stuntman. Voor de close-ups zat de actrice in een auto die werd voortgetrokken door een truck waarin de cameraploeg zat. Aan de andere kant deden Sylvester Stallone en David Carradine het meeste van het racen wel zelf. Ook Corman was bij het rijden betrokken. Aangezien de omgebouwde auto's eigenlijk niet op de openbare weg mochten rijden, wilden de stuntmensen niet rijden, bang als ze waren om door de politie opgepakt te worden. De zuinige Corman die geen extra kosten wilde maken voor opnames op speciale wegen reed de auto's toen zelf.